# Jaime Hernández
Jaime Hernández (Oxnard, California, 10 de octubre de 1959) es un autor de cómics estadounidense, famoso, como su hermano Gilbert Hernández, por sus historietas publicadas en la revista Love and Rockets. 
Al igual que su hermano Gilbert, leyó y dibujó cómics desde su infancia. Con sus hermanos Mario y Gilbert creó en 1981 el fanzine Love and Rockets, que se convirtió en uno de los principales referentes del cómic independiente estadounidense.
Tras el cierre de Love and Rockets en 1996 publicó la miniserie Whoa Nellie! (1996-), y el especial Maggie & Hopey Color Fun (1997). Ese mismo año inició una nueva serie, Penny Century, de la que se han publicado hasta el momento 7 comic-books. 

## Obra

### Love and Rockets
Los 50 números de la publicación Love and Rockets (1981-1996) de los hermanos Hernández han sido recopilados en quince tomos por Fantagraphics Books. En estas recopilaciones se encuentran tanto historias de Jaime como de su hermano Gilbert "Beto " Hernández. 
- Love and Rockets Vol. 1: Music For Mechanics
- Love and Rockets Vol. 2: Chelo's Burden.
- Love and Rockets Vol. 3: Las Mujeres Perdidas.
- Love and Rockets Vol. 4: Tears From Heaven
- Love and Rockets Vol. 5: House of Raging Women
- Love and Rockets Vol. 6: Duck Feet
- Love and Rockets Vol. 7: The Death of Speedy
- Love and Rockets Vol. 8: Blood of Palomar
- Love and Rockets Vol. 9: Flies On The Ceiling
- Love and Rockets X
- Love and Rockets Vol. 11: Wigwam Bam
- Love and Rockets Vol. 12: Poison River
- Love and Rockets Vol. 13: Chester Square
- Love and Rockets Vol. 14: Luba Conquers The World
- Love and Rockets Vol. 15: Hernandez Satyricon

La colección se ha completado más adelante con otros volúmenes que no corresponden a la antigua revista Love and Rockets, pero que continúan en muchas ocasiones las historias de los mismos personajes: 
- Love and Rockets Vol. 16: Whoa Nellie!
- Love and Rockets Vol. 17: Fear of Comics
- Love and Rockets Vol. 18: Locas In Love
- Love and Rockets Vol. 19: Luba in America
- Love and Rockets Vol. 20: Dicks and Deedees

Las historias de Jaime para la revista Love and Rockets han sido recopiladas en un solo volumen, de más de setecientas páginas: Locas: The Maggie and Hopey stories. Fantagraphics Books, 2004. ISBN 1-56097-611-X

#### Traducciones al español
- Mechanics. Ediciones La Cúpula, 1990. ISBN 84-7833-038-0.
- Las mujeres perdidas. Ediciones La Cúpula, 1992. ISBN 84-7833-093-3.
- Locas: La muerte de Speedy (serie limitada de 4 comic-books) Colección Brut Comix. Ediciones La Cúpula, 1997-1998. ISBN 84-7833-239-1.
- Locas: Maggie y Hopey (serie limitada de 6 comic-books) Colección Brut Comix. Ediciones La Cúpula, 1998-2000. ISBN 84-7833-303-7.

Recopilado con muchas más historias en:
- Locas, Tomos 1,2,3 (La Cúpula)

La saga de Locas continúa en:
- Penny Century (tomo). Ediciones La Cúpula, 2011.
- Fantasmas de Hoppers (tomo). Ediciones La Cúpula, 2011.
- La educación de Hopey Glass (tomo). Ediciones La Cúpula, 2008.
- El Retorno de las Ti-Girls (tomo). Ediciones La Cúpula, 2012.
- Chapuzas de Amor (tomo). Ediciones La Cúpula, 2015.
- Es así como me ves? (tomo). Ediciones La Cúpula, 2020

OTROS
- Los Bros Hernández Satiricón (ed. española 2001). Comic Book en número único que recoge parcialmente el volumen 15 de Fantagraphics, con material común a los dos hermanos y en gran parte autoparódico (especialmente la página 27, con un fotomontaje que incluye en el personaje dibujado la cabeza real de Beto).
- Penny Century (serie limitada de 5 números). Ediciones La Cúpula, 2005. ISBN 84-7833-582-X.
- Mr. X, tomo 1, junto a otros autores, (Norma ed., 2006)
- Tom Strong´s Terrific Tales 1 (Norma, 2009) Editado por Planeta DeAgostini en AVENTURAS DE TOM STRONG 1 (2003)
- Rocky (Fulgencio Pimentel, 2013)